# Andreas Schmidt (Volksgruppenführer)

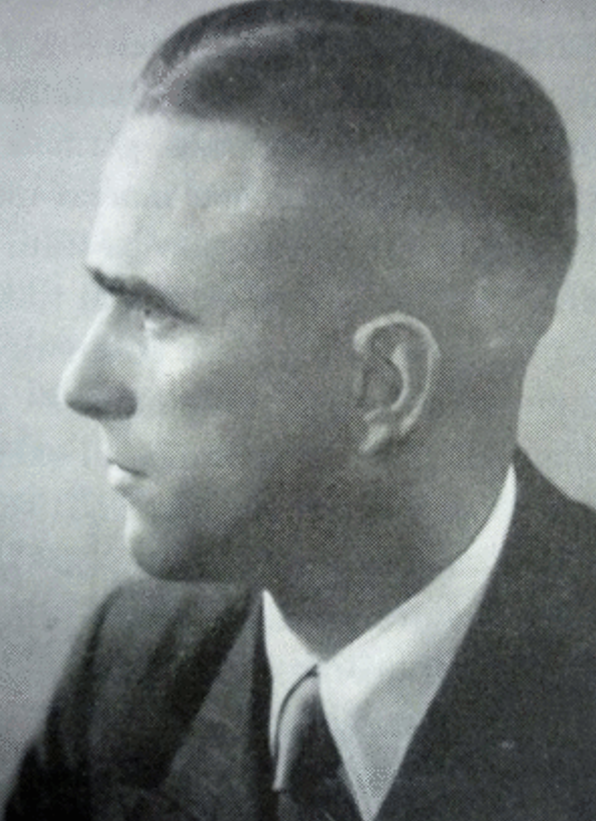
Andreas Schmidt, etwa 1941

Andreas Schmidt (* 24. Mai 1912 in Donnersmarkt, Siebenbürgen, Österreich-Ungarn; † im Frühling 1948 in Workuta, Sowjetunion) war ein siebenbürgisch-sächsischer Politiker, Mitglied der SS. Als „Volksgruppenführer“ stand er ab November 1940 der Deutschen Volksgruppe in Rumänien (DViR) vor. Er zeichnete maßgeblich für die Gleichschaltung der rumäniendeutschen Organisationen sowie die Rekrutierung volksdeutscher Männer in Einheiten der Waffen-SS verantwortlich.

## Leben
Schmidt wurde 1912 in Donnersmarkt (rum.: Mănărade, ung.: Monora, Monorád) im heutigen Kreis Alba geboren. Nach Angabe der Donnersmarkt-Monographie besuchte er von 1923 bis 1929 das „Stefan Ludwig Roth“-Gymnasiums in Mediasch. Danach ging er nach Klausenburg und begann dort ein Jusstudium, das er jedoch nicht beendete. Darauf meldete er sich freiwillig zur rumänischen Armee. In dieser Zeit herrschte in Siebenbürgen ein Machtkampf in den Organisationen der Siebenbürger Sachsen. Den kirchlich-konservativen Kräften um Hans Otto Roth standen zunächst die nationalsozialistisch gesinnte Gruppe um Fritz Fabritius gegenüber. 1935 spaltete sich von dieser eine noch radikalere Gruppe um Alfred Bonfert und Waldemar Gust ab. Durch politischen Druck und Verbote seitens des rumänischen Staates gegenüber diesen Gruppen sammelten sich besonders die jungen Sympathisanten der NS-Ideologie in einer neu gegründeten Organisation, der Nationalen Arbeitsfront (NAF). Zu diesen gehörte auch Andreas Schmidt.
Im Jahr 1938 ging er nach Berlin um die Landwirtschaftliche Hochschule zu besuchen. Dort lernte er führende Nationalsozialisten kennen und seine steile Karriere begann. Er heiratete Christa Berger, die Tochter Gottlob Bergers, des Chefs des SS-Hauptamtes. Heinrich Himmler war dabei Trauzeuge. Er wurde daraufhin zum SS-Untersturmführer ernannt und im Oktober 1939 nach Rumänien zurückgeschickt, wo inzwischen König Karl II. die Macht übernommen hatte. Schmidt wurde von Berlin aus als Vertreter der Volksdeutschen Mittelstelle (VoMi) eingesetzt, in Opposition zum damaligen „Volksgruppenführer“ Wolfram Bruckner. Im Frühling 1940 gelang es ihm, einem Aufruf seines Schwiegervaters in Berlin folgend, unter den Rumäniendeutschen 1.000 Freiwillige für die SS zu rekrutieren, während der NS-Volksgruppenleiter in Ungarn, Franz Anton Basch, diese Aktion in seinem Gebiet verweigerte. Im April 1940 intervenierte er in einen Streit zweier rivalisierender Volksgruppenorganisationen im Banat, indem er der radikalen Fraktion zur Durchsetzung verhalf.
Im August 1940 wurde Siebenbürgen im Zweiten Wiener Schiedsspruch geteilt und die NSDAP der deutschen Volksgruppe in Rumänien übernahm die alleinige Vertretung der im rumänischen Teil lebenden Volksdeutschen. Am 27. September 1940 wurde Schmidt vom VoMi-Leiter, SS-Obergruppenführer Werner Lorenz, zum „Volksgruppenführer“ in Rumänien ernannt und war nun der mächtigste Mann unter den Rumäniendeutschen; sein Stellvertreter wurde sein Freund Andreas Rührig. Es zeigte sich bald, dass Schmidt ein reiner Karrierist war und jegliche Befehle der übergeordneten Stellen im Deutschen Reich auszuführen bereit war, auch wenn diese mit Risiken und Nachteilen seiner Landsleute verbunden waren. Als es im Januar 1941 zu einer Rebellion der Eisernen Garde gegen den rumänischen Diktator Ion Antonescu kam, konnte er sich weiter profilieren und sich in Berlin als wichtigster Ansprechpartner im Land präsentieren. Trotz der Zusammenarbeit mit dem faschistischen Regime Antonescus plädierte Andreas Schmidt in der Folge für ein starkes Ungarn, das unter Führung der südosteuropäischen Volksdeutschen die Region kontrollieren sollte. In internen Dokumenten bezeichnete er das Chaos und die Machtkämpfe innerhalb der Rumänen als rassisch bedingt.

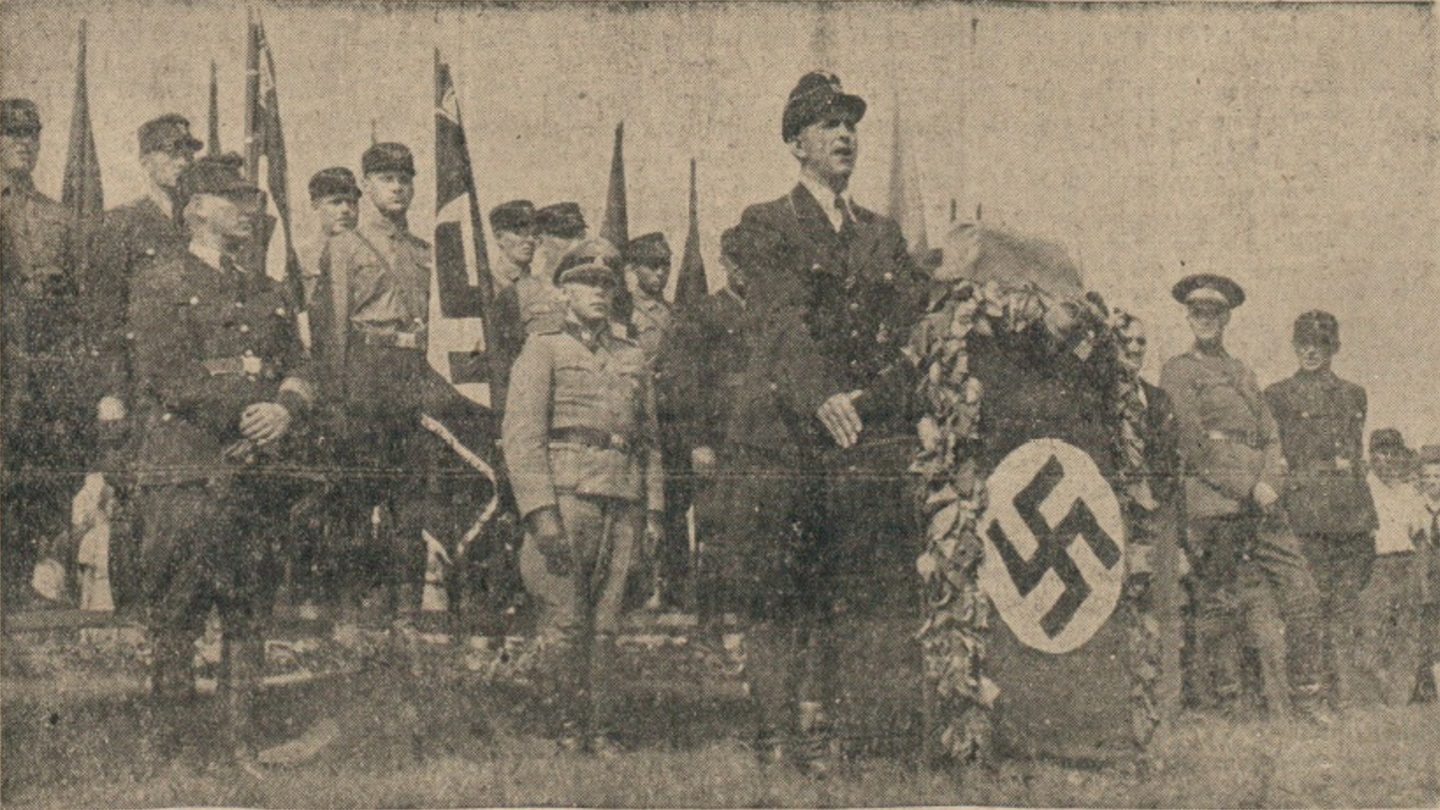
Schmidt mit Parteigenossen bei der Verabschiedung von 1300 „SS-Freiwilligen“, 1943.

Weitere Pläne in diese Richtung wurden jedoch durch den Ausbruch des Krieges mit der Sowjetunion im Juni 1941, indem Hitler auf die Hilfe Antonescus angewiesen war, verhindert. Andreas Schmidt erlangte noch einmal Bedeutung, als er sich für weitere Rekrutierungen in die SS unter den Rumäniendeutschen aussprach. Am 12. Mai 1943, als die deutschen Truppen an der Ostfront bereits wieder auf dem Rückzug waren, kam es schließlich zu einem Abkommen zwischen Hitler und Antonescu. Die bis dahin in der rumänischen Armee dienenden rumäniendeutschen Soldaten wurden kurzfristig beurlaubt, um ihnen die Möglichkeit zu geben sich freiwillig zu den deutschen Truppen zu melden. Die lokalen NS-Volksgruppenvertreter unterstützten dies mit entsprechender Propaganda. Schließlich nahmen ungefähr 50.000 Rumäniendeutsche vor allem aus Siebenbürgen und dem Banat diese Option wahr, was in etwa 80 Prozent entsprach. Der Rest wurde darauf wieder in die rumänische Armee einberufen (siehe Ausländische Freiwillige der Waffen-SS).
In der Zwischenzeit hatte Schmidt jedoch durch seine wiederholte Kritik an Antonescu und durch seinen eigenen autokratischen Führungsstil wichtige Unterstützer im Deutschen Reich verloren. Der SD warf ihm sogar vor, jegliche Kameradschaft zerstört zu haben und ein byzantinisches Intrigensystem eingeführt zu haben. Im Sommer 1944 stieß schließlich die Rote Armee bis in die Karpatenregion vor, und in Rumänien kam es am 23. August 1944 zum Sturz Antonescus. König Michael I. erklärte unmittelbar danach dem Deutschen Reich den Krieg. In dieser Situation versuchte Andreas Schmidt einen bewaffneten Widerstand zu organisieren, der jedoch durch das schnelle Vorrücken der sowjetischen Armee verhindert wurde. Im Rahmen der Operation Regulus wurde Schmidt am 9. Februar 1945 mit dem Legionär Constantin Stoicănescu bei einem Flug von Oradea abgeschossen. Er kam in Gefangenschaft und wurde in die Sowjetunion gebracht. Dort starb er im Frühling 1948 im sowjetischen Lager „1 Kapitalnaia“ in Workuta im Norden der Republik Komi. Der Historiker Paul Milata vermutet, dass einige Häftlinge auf Anleitung der Lagerleitung Schmidt mit Beilen erschlugen.
In der Sowjetischen Besatzungszone wurden Schmidts bei Krafft & Drotleff in Hermannstadt verlegten Schriften Nationalsozialistischer Volkstumskampf (1942 und 1943), Wir erziehen das neue Geschlecht! (1943) und Der Sieg des Sozialismus in Europa (1944) auf die Liste der auszusondernden Literatur gesetzt.